# Franz Reisinger (Salesianer)
Franz Reisinger (* 16. August 1889 in Wien; † 23. Jänner 1973 in Ingolstadt) war ein österreichischer römisch-katholischer Theologe aus der Ordensgemeinschaft der Oblaten des hl. Franz von Sales (Sales-Oblaten). Er war der Gründer des „Säkularinstituts des heiligen Franz von Sales“. Außerdem betrieb er salesianische Forschung und war an der Gründung der Katholischen Arbeiterjugend in Österreich beteiligt.

## Wissenschaftliche Tätigkeit
Franz Reisinger trat im Jahr 1905 bei den Oblaten des hl. Franz von Sales ein. Am 1. November 1906 legte er seine Erste Profess ab. Von 1906 bis 1914 studierte er in Rom, 1909 promovierte er zum Doktor der Philosophie, zwei Jahre später zum Dr. theol. Reisinger war zunächst als Professor für alt- und neutestamentliche Theologie sowie für Dogmatik, Fundamentaltheologie, Hebräisch und Bibelgriechisch in Albano und Rom tätig.
Im Jahr 1927 wurde er nach Eichstätt versetzt, dem deutschen Zentrum der Österreichisch-Süddeutschen Provinz der Oblaten des hl. Franz von Sales. Im Jahr 1931 verlegte Reisinger den ordenseigenen Franz-Sales-Verlag und die Redaktion der Ordenszeitschrift „Licht“ nach Eichstätt. Zur gleichen Zeit begann er mit der Übersetzung der Werke des heiligen Franz von Sales. Im Jahr 1937 gab Reisinger mit der „Philothea (Anleitung zum frommen Leben)“ das bekannteste Werk des Heiligen heraus, zwei Jahre später die „Geistlichen Gespräche“, die Franz von Sales mit den Heimsuchungsschwestern führte.
Ebenfalls ab den 1930er Jahren setzte sich Franz Reisinger verstärkt für den wissenschaftlichen Austausch über die Salesianische Theologie innerhalb seiner Ordensgemeinschaft ein. In den 1950er Jahren entstanden daraus die Salesianischen Studientage, zu denen Sales-Oblaten aus verschiedenen Provinzen zusammenkamen. Aufgrund der großen Entfernungen, die die Ordensleute zurücklegen mussten, aber auch wegen der verschiedenen Sprachen der Teilnehmer, erwies sich dieses Projekt als problematisch, sodass man sich dazu entschloss, in den einzelnen Ordensprovinzen „Salesianische Zentren“ einzurichten.
Doch Franz Reisinger schwebte noch ein weiteres Modell vor: eine Arbeitsgemeinschaft, in der sich über die Sales-Oblaten hinaus an der salesianischen Theologie Interessierte wissenschaftlich austauschen. So begründete er im Jahr 1962 die Arbeitsgemeinschaft für Salesianische Studien, die seit 1963 das „Jahrbuch für Salesianische Studien“ herausgibt.

## Gründer des Säkularinstituts des Heiligen Franz von Sales
Im Jahr 1937 wurde Franz Reisinger zum Provinzial der Österreichisch-Süddeutschen Ordensprovinz nach Wien berufen. Während dieser Zeit arbeitet er als Seelsorger in der von den Salesoblaten betreuten Pfarrei St. Anna. Im Jahr 1939 begründet Reisinger hier mit einigen apostolisch tätigen Frauen einen Gesprächskreis, der mittels der Lehre des heiligen Franz von Sales Antworten auf die drängenden Fragen der Kriegszeit geben will. Einzelne Frauen aus diesen Runden wünschen eine verbindlichere Gemeinschaft, und Pater Reisinger erarbeitet mit ihnen konkrete Regeln. Die „Sales-Schwestern“ haben bei ihrer Entstehung Ende 1939 nur zwei Mitglieder, im Jahr 1944 sind es allerdings bereits 20. Am 19. April 1947 erhalten die Schwestern die bischöfliche Approbation der Erzdiözese Wien und werden als „Fromme Gemeinschaft“ (pia unio) bestätigt.
Im Jahr 1964 wurde die „Fromme Gemeinschaft“ als Säkularinstitut anerkannt. Die bislang eher private Gemeinschaft erhielt damit offiziellen Charakter. Nach dem Zweiten Vatikanischen Konzil wurde die Autonomie des Instituts gestärkt, sodass sich die enge Beziehung zu den Oblaten des heiligen Franz von Sales lockerte. Pater Reisinger blieb aber bis zu seinem Tod der geistliche Assistent des Instituts.
Die Schwestern des Säkularinstituts verpflichten sich zu einem Leben nach den Gelübden „Armut“, „Ehelosigkeit“, „Gehorsam“. Sie leben nicht in Gemeinschaft, sondern jede geht ihrem speziellen Beruf in ihrem persönlichen Umfeld nach. Auf der anderen Seite legte Franz Reisinger großen Wert auf Gemeinschaft, weil er der festen Überzeugung war, dass gerade die Gemeinschaft den Glauben stärkt. Seine Devise war: „… so wenig wie möglich äußere Bindung, möglichst viel innere Verbundenheit.“ Neben den Professschwestern kennt das Säkularinstitut auch assoziierte Mitglieder, die sich den Ideen des Instituts verbunden fühlen, jedoch sich nicht auf die drei Gelübde verpflichten.

## Mitgründer der Katholischen Arbeiterjugend in Österreich
Nach dem Zweiten Weltkrieg begründeten die Sales-Oblaten in der Wiener Pfarrei Krim die Katholische Arbeiterjugend in Österreich, die auf das Gedankengut der Christlichen Arbeiterjugend (CAJ, gegründet von Joseph Cardijn) aufbaut. Federführend war dabei neben Franz Reisinger vor allem sein Mitbruder Josef Zeininger, der in Freiburg im Üechtland die CAJ kennengelernt hatte und sich nun in Wien dafür einsetzte, sie auch in Österreich zu verankern. Auch Franz Reisinger war von den Gedanken Cardijns begeistert und entdeckte in ihnen Parallelen zu den Ideen des Gründers der Sales-Oblaten Louis Brisson.
Im Jahr 1950 wurde Franz Reisinger vom Wiener Erzbischof Kardinal Theodor Innitzer zum Diözesanseelsorger der Katholischen weiblichen Arbeiterjugend (KAJM) ernannt, im Jahr 1951 wurde er Zentralseelsorger der KAJM für ganz Österreich.